# Jean-Marie-Bernard Clément
Pour les articles homonymes, voir Clément.
Jean-Marie-Bernard Clément, dit « Clément de Dijon », né à Dijon le 25 décembre 1742 et mort à Paris le 3 février 1812, est un écrivain français.

## Biographie
Il enseigna quelque temps la philosophie au collège de sa ville natale, puis vint à Paris où il fut protégé par Mably et recommandé par Voltaire à La Harpe. Dès 1771, il donna un premier exemple de l’esprit de critique systématique qui devait marquer sa production en étant le seul de ses contemporains à désapprouver la traduction des Géorgiques de l’abbé Delille.
Il donna sans succès une tragédie en trois actes, Médée (1779). Collaborateur du Journal de Monsieur, du Journal français et d’autres recueils périodiques, il s’orienta vers la critique, exaltant systématiquement les anciens et les classiques du XVIIe siècle et attaquant de plus en plus violemment les auteurs vivants.
Comme il avait écrit contre Saint-Lambert, celui-ci fit délivrer contre lui une lettre de cachet qui l’envoya deux jours au For-l'Évêque. Il en ressortit encore plus excité qu’auparavant, et auréolé d’une demi-célébrité dans le monde des lettres. Il se mit à attaquer Voltaire avec une grande virulence, lui menant une guerre qui dura près de dix ans. Voltaire le surnomma « l’inclément » et l’accabla d’injures. Après la Révolution française, il continua dans ce genre, concentrant ses traits sur Ponce-Denis Écouchard-Lebrun.
Outre ses ouvrages de critique, Clément a donné des Satires, une traduction en vers de la Jérusalem délivrée du Tasse (1801) et les tomes V à VII de la traduction des œuvres de Cicéron éditée par Pierre-Antoine Guéroult et Desmeuniers (1783-1789) ; il a revu la traduction faite par Antoine Galland des contes arabes des Onze journées (1796), a traduit les Amours de Leucippe et de Clitophon d’Achille Tatius (1800) et collaboré aux Anecdotes dramatiques de l’abbé de La Porte.
Il a, en outre, rédigé, à partir de 1796, le Journal littéraire et quelques autres écrits périodiques.

## Œuvres
- Observations critiques sur la nouvelle traduction en vers françois des Géorgiques de Virgile, et sur les poèmes des Saisons, de la Déclamation et de la Peinture, 1771 ;
- Nouvelles observations critiques sur différents sujets de littérature, 1772 ;
- Lettres à M. de Voltaire (9 lettres en tout), 1773-1776 ;
- Les Francs-maçons, comédie, 1774 ;
- Anecdotes dramatiques, 1775 ;
- Médée, tragédie en 3 actes, 1779 (texte en ligne) ;
- De la Tragédie, pour servir de suite aux lettres à Voltaire, 1784 ;
- Essais de critique sur la littérature ancienne et moderne, 1785 ;
- Satires, 1786 ;
- Projet de règlement sur la manière de tenir, à l’avenir, les soi-disant philosophes, 1786 ;
- Petit dictionnaire de la cour et de la ville, 1788 ;
- Tableau annuel de la littérature française, 5 parties, 1801.

## Pour approfondir